# مايك ماي (متزحلق جبال الألب)
مايك ماي (بالإنجليزية: Mike May)‏ هو متزحلق جبال الألب أمريكي، ولد في 1954.